# モスクワ国際関係大学
モスクワ国際関係大学（モスクワこくさいかんけいだいがく、英語: Moscow State Institute of International Relations、公用語表記: Московский государственный институт международных отношений университет）は、ロシア連邦モスクワに本部を置くロシア連邦の国立大学。1944年創立、1944年大学設置。大学の略称はМГИМО(MGIMO)。
ロシア外務省付属の公立大学であり、国際関係および外交専門家などの養成のための高等教育機関として知られる。

## 沿革
1944年10月14日、モスクワ大学国際関係学部を母体として、ソビエト連邦外務省に付属する高等教育機関として設立された。これは同年のソ連人民委員会議（政府）が決定した国際関係学校再編に基づくものである。モスクワ国際関係大学創設に当たっては、エフゲニー・ターレ(w:Yevgeny Tarle)、ゲオルギー・フランツォフならびにセルゲイ・クルイロフ（国連憲章の起草者の1人）らが大きな役割を果たした。
モスクワ国際関係大学初年度の入学生は、200人であった。当初、学部として国際関係学部、経済学部、法学部が設置された。1954年、モスクワ国際関係大学はロシア最古の教育機関のひとつである、モスクワ東洋学院と統合された。
モスクワ国際関係大学は、ソビエト連邦およびロシアにおける外交、対外経済関係、国際ジャーナリズムの各分野におけるエリート、専門家の養成機関として機能し、ソ連時代においては、外務省、対外経済関係省、報道機関、国際問題関係の研究所に多くの人材を送り込んできた。ソ連崩壊後も、この分野での役割に大きな変化は無く、モスクワ大学と双璧を成す国家エリート養成のための公立大学として光芒を放っている。

## 教育体制・大学施設
モスクワ国際関係大学には、6つの学部と4つの研究所がある。

### 学部
- 国際関係学部（ロシア語: Факультет международных отношений）[1]
- 国際法学部（ロシア語: Международно-правовой факультет）[1]
- 国際経済関係学部（ロシア語: Факультет Международных экономических отношений）[1]
- 政治学部（ロシア語: Факультет политологии）[1]
- 国際ジャーナリズム学部（ロシア語: Факультет международной журналистики）[1]
- 国際ビジネス・業務管理学部（ロシア語: Факультет международного бизнеса и делового администрирования）[1]
- 欧州学研究所（ロシア語: Европейский учебный институт）[1]
- 国際行政研究所（ロシア語: Международный институт управления）[1]
- 対外経済関係研究所[要出典]
- 国際エネルギー政策・外交研究所（ロシア語: Международный институт энергетической политики и дипломатии）[1]

- 予科[要出典]
- 資格向上学部[要出典]

2000年現在、約4500名の学生（留学生約500名を含む）が国際関係、政治学、グローバル経済、法律、管理、ジャーナリズムおよび広報の各分野で学究生活を送っている。教職員は1100名。この内、博士号を有する教授が150名、準教授が400名（その内、博士候補号を持つ者は300名）を有している。これらの学者の中にはロシア科学アカデミーに所属する者もいる。国際関係学部で日本語、日本歴史、日本経済が教えられている。

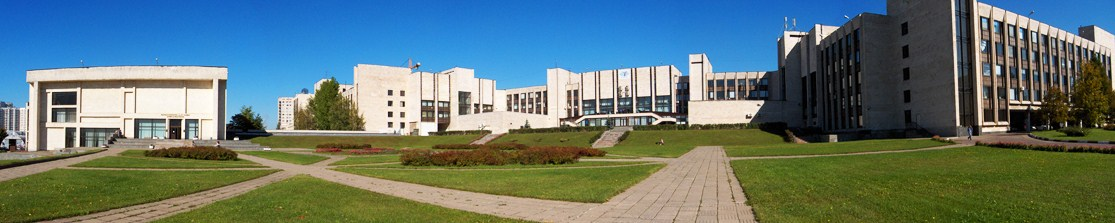
大学の風景

## 出身者
- イルハム・アリエフ …第4代アゼルバイジャン大統領
- キルサン・イリュムジーノフ …カルムイク共和国大統領
- 北野幸伯 …メールマガジン「ロシア政治経済ジャーナル」(RPE)の創刊者。カルムイク共和国大統領（キルサン・イリュムジーノフ）顧問。日本人としては初の卒業生[2]。モスクワ在住。
- エドゥアルト・クカン（スロバキア語版、英語版） …スロバキア外務大臣
- ヤーン・クビシュ（スロバキア語版、英語版） …スロバキア外務大臣、全欧安保協力機構（OSCE）事務総長
- アレクサンドル・グルシコ …外務次官
- アンドレイ・コズイレフ …ロシア外務大臣
- ウラジーミル・コテネフ …駐独ロシア大使
- チャバ・コロシ…ハンガリーの外交官、第77代国際連合総会議長[3]
- アレクサンドル・サルタノフ …中東担当ロシア大統領特別代表
- ユーリー・ステパノフ …在新潟総領事
- ウラジスラフ・スルコフ …ロシア大統領補佐官
- ミハイル・セルゲーエフ …在新潟総領事
- ウラジーミル・チジョフ …駐EU大使
- ニコライ・ノズドリェフ …駐日ロシア大使
- ハオ・モニラット …駐日カンボジア大使
- アンドレイ・ファブリーチニコフ …在札幌総領事
- セルゲイ・プリホチコ …ロシア連邦副首相兼内閣官房長官
- イワン・プロホロフ …在大阪総領事
- アレクサンドル・ベススメルトヌイフ  …ソビエト連邦外務大臣
- アレクサンドル・ベロノゴフ  …元ソ連国連大使
- イリナ・ボコヴァ …ブルガリアの政治家、国際連合教育科学文化機関現事務局長
- ウラジーミル・ポターニン …インターロスグループ代表、元ロシア第一副首相
- アレクセイ・ボロダフキン …外務次官
- ゲオルギー・マメードフ …駐加ロシア大使
- アレクサンドル・ヤコヴェンコ …外務次官
- セルゲイ・ラブロフ …ロシア外務大臣、元駐米大使
- オレグ・リャボフ …在大阪総領事
- ダニール・メドベージェフ…プロテニスプレイヤー